# Louis Guillaume Le Monnier
Pour les articles homonymes, voir Le Monnier.
Louis Guillaume Le Monnier (ou Lemonnier), né à Paris le 27 juin 1717 et mort à Versailles le 7 septembre 1799, est un botaniste français. Il est le frère de l'astronome Pierre Charles Le Monnier.

## Biographie
En 1758, il occupe la chaire de professeur de botanique au Jardin du roi et il est l'un des médecins ordinaires du roi de Louis XV puis de Louis XVI et, à partir de 1788, le Premier médecin du roi. Il est admis à l'Académie des sciences comme adjoint botaniste en 1743 et devient membre de la Royal Society le 7 février 1745.
Il acquit dans le village de Montreuil, près de Versailles, la célèbre demeure des castrats italiens de Louis XIV, rebâtie en 1752 par l'architecte Jacques Hardouin-Mansart pour la comtesse d'Argenson, Anne Larcher (1706-1764). Il en augmenta le parc afin d'y effectuer ses expériences botaniques. Ce parc devint un des hauts lieux botaniques français. Le cèdre du Liban visible actuellement est réputé avoir été planté par Le Monnier. Le Monnier contribua ainsi à la vocation botanique et agricole du quartier Montreuil de Versailles jusque dans les années 1950. Son parc demeura le jardin botanique de la ville jusqu'aux années 1840 avant que l'on entame progressivement son lotissement.
Outre ses propres publications, il a également contribué à cinq articles de l’Encyclopédie ou Dictionnaire raisonné des sciences, des arts et des métiers, parmi lesquels les articles « aimant », « électricité » et « feu électrique ».
Il a formé et envoyé en exploration plusieurs botanistes dont André Michaux, Jacques-Julien Houtou de La Billardière, ou encore son futur successeur à la chaire de professeur de botanique, René-Louiche Desfontaines. Claude Richard, savant jardinier de Louis XV au Petit-Trianon, est son élève. 
En 1786, il a participé à l'implantation des premiers pins sylvestres dans le massif de Fontainebleau.
Le 2 octobre 1773, Lemonnier avait épousé à l'église Notre-Dame de Versailles Marie-Ursule Durant-Demonville qui était décédée en juin 1793. Veuf depuis cinq années, Louis-Guillaume Le Monnier se remarie le 15 février 1798, à près de 81 ans, avec sa nièce Renée-Michelle Lemonnier, âgée de 28 ans (soit 52 ans de moins que lui), l'une des filles de son frère, l'astronome Pierre-Charles Le Monnier. C'est dans sa demeure de Montreuil à Versailles qu'il meurt un an et demi plus tard, le 7 septembre 1799, âgé de 82 ans.

## Principales publications
- Leçons de physique expérimentale, sur l'équilibre des liqueurs et sur la nature et les propriétés de l'air, traduites de l'anglois de M. R. Cotes (1742)
- « Observations d'histoire naturelle faites dans les provinces méridionales de France, pendant l'année 1739 », Mémoires de l'Académie royale des sciences de Paris, année 1740, H.-L. Guérin et L. Guérin, Paris, 1744. Repris en partie dans Nicolas Godet, Les anciens minéralogistes du royaume de France, Ruault, Paris, 1779, volume 1, p. 249-261. [lire en ligne]